# ニュートンのりんご
『ニュートンのりんご』は、1995年から青森放送（RABテレビ）で放送されている教養番組。2007年11月からは『ニュートンのリンゴ』と題して放送されている。番組提供は日本原燃と電気事業連合会。2013年4月以降の放送時間は毎月第2日曜 17:00 - 17:15、再放送：毎月第3土曜 9:45 - 10:00である。

## 内容
番組は、大学院教授の小佐古敏荘と女性アシスタントが日本各地の企業や施設を訪問。彼らによる対話形式で進行し、エネルギーや環境、科学一般や原子力などに関する内容を分かりやすく解説する。学生のみならず社会人も対象にした内容となっており、これまでに「風力発電」「磁石の話」「一般の家庭ごみの行方」「自動車博物館訪問」「再処理工場」「青森県の先端産業」などを紹介した。

## 出演者

### 現在の出演者
- 小佐古敏荘（東京大学大学院教授）
- 石岡知華（5代目アシスタント、2012年 - ）

### 過去の出演者
- 原田（旧姓：葛西）賀子（初代アシスタント、番組開始 - 1997年）
- 米澤章子（2代目アシスタント、1997年 - 2000年）
- 野坂真理（3代目アシスタント、2000年 - 2006年）
- 中島美華（4代目アシスタント、2006年 - 2011年）